# پردازشگر رسانه
یک پردازنده‌ی رسانه، که معمولا به عنوان پردازنده‌ی عکس / فیلم استفاده می‌شود، یک سامانه‌ی روی یک تراشه بر اساس ریزپردازنده‌‌ها است که برای ارتباط با جریان داده‌ی دیجیتال در زمان واقعی (به عنوان مثال بازیابی تصویر) طراحی شده است. این دستگاهها همچنین میتوانند به عنوان کلاسی از پردازشگر سیگنال دیجیتال (DSP) در نظر گرفته شوند.
علیرغم واحد پردازش گرافیکی (GPU)، که برای صفحه نمایش کامپیوتر استفاده میشوند، هدف پردازشگرهای رسانه تلویزین‌های دیجیتال و گیرنده‌های دیجیتال تلویزیون است.
کلاس‌های پخش رسانه‌ی دیجیتال شامل موارد زیر می‌باشد:
- ویدیوی فشرده نشده.
- فیلم دیجیتال فشرده شده؛ به عنوان مثال: MPEG-1, MPEG-2, MPEG-4
- محتوای صوتی دیجیتال؛ به عنوان مثال: مدولاسیون کد پالس, AAC
چنین سامانه‌های روی تراشه‌ای (SOC) از موارد زیر تشکیل شده‌اند:
- یک ریزپردازنده که برای ارتباط با انواع داده‌های مدیا و رسانه بهینه شده باشد.
- یک رابط حافظه‌ای
- رابط پخش کردن رسانه
- واحدهای کاربردی تخصصی برای کمک به ارتباط با رسانه‌ی دیجیتال مختلف کدک.
ریزپردازنده ممکن است چنین بهینه‌سازی‌هایی داشته باشد:
- پردازنده‌ی برداری یا واحدهای کاربردی یک دستور و چند داده (SIMD) برای ارتباط بهینه و بی‌نقص با انواع داده‌های مدیا و رسانه
- قابلیت‌های شبیه به پردازشگرهای سیگنال دیجیتال
پیش از پردازشگرهای رسانه، این رسانه‌های پخش انواع داده‌ها با استفاده از مدارهای مجتمع با کاربرد خاص پردازش میشدند؛ که نمیتوانستند در این رشته به‌روزرسانی شوند. زمانی که استانداردها تغییر کردند؛ این یکی از بدی‌های بزرگ رسانه بود. باتوجه به اینکه پردازشگرهای رسانه توسط دستگاههای نرم‌افزاری برنامه‌نویسی شده‌اند؛ پردازش انجام شده روی آنها میتواند با نرم‌افزارهایی که تازه پخش می‌شوند به‌روزرسانی شود. برای گیرنده‌های دیجیتال تلویزیون، این قابلیت حتی میتواند باعث ارتقاء در رشته با استفاده از دانلود کردن نرم‌افزارهای جدید از طریق کابل یا شبکه‌های ماهواره‌ای شود.
کمپانی‌های پیشگام در ایده‌ی پردازشگر‌های رسانه‌ای - که اصطلاح بازاریابی رسانه‌ی پردازشگر را ایجاد کردند- شامل موارد زیر می‌باشند:
- کمپانی پردازشگر رسانه‌ی MediaUnity - این کمپانی در ۱۹۹۶ پیش از معرفی شدن لغو شد.
- کمپانی آی‌بی‌ام - در سال ۱۹۹۵ در انجمن ریز‌پردازنده توصیف شد؛ برای ارسال برنامه‌ریزی شده بود اما در میانه‌ی ۱۹۹۷ پیش از معرفی لغو شد.
- کمپانی نیمه هادی استوا - پردازشگرهای آنها در تلویزیون‌های هیتاچی استفاده می‌شوند و توسط PixelWorks به وجود آمده‌اند.
- کمپانی تحقیقات کروماتیک؛ محصولات آنها در کارت گرافیک‌های کامپیوترهای شخصی در میانه‌ی دهه‌ی ۱۹۹۰ استفاده میشد. این کمپانی توسط ای‌تی‌آی به وجود آمده بود.
- پردازشگر رسانه‌ای فیلیپس - محصولات این کمپانی در لوازم الکترونیکی فیلیپس، دل، سونی و ... استفاده میشوند. در سال ۲۰۰۶ این بخش از فیلیپس جدا شد و با عنوان ان‌ایکس‌پی به کار خود ادامه داد.
لوازم الکترونیکی مصرفی کمپانی‌ها با طراحی پردازنده‌های رسانه‌ای خود و ورود آنها به محصولات ویدیوییشان موفق شدند بر این بازار مسلط شوند. کمپانی‌های بزرگی از جمله فیلیپس، سامسونگ، پاناسونیک، فوجیتسو و میتسوبیشی دارای دستگاه‌های پردازشگر رسانه‌ی خانگی خودشان هستند.
امروزه نسل‌های جدیدتر چنین دستگاه‌هایی از حالات متنوع چندپردازشی - مانند واحد پردازش مرکزی یا پردازشگر سیگنال دیجیتال برای کنار آمدن با افزایش نیازهای محاسباتی جهت استفاده از سیگنالهای تلویزیون وضوح بالا استفاده میکنند.

## لینک‌های خارجی
- http://www.microunity.com
- http://www.equator.com
- best lga 1155 cpu
- http://www.philips.com
- http://www.nxp.com

[[رده:پردازشگر سیگنال دیجیتال]]
[[رده:پردازش سیگنال دیجیتال]]
[[رده:الکترونیک دیجیتال]]
[[رده:واحد پردازشگر مرکزی]]